# 白龙山街道
白龙山街道，是中华人民共和国浙江省丽水市云和县下辖的一个乡镇级行政单位。

## 行政区划
白龙山街道下辖以下地区：
箬溪社区、黄水碓村、大坪村、程宅村、瓦窑村、沙溪村、新建村、高胥村、河上村、长田村、隔溪寮村、三门村和村头村。